# Nuuk Turistkontor
Nuuk Turistkontor ligger i Nuuk, Grønlands hovedstad. Det blev bygget i 1992 for at huse Grønlands Turist- og Erhvervsråd. Formålet var ikke blot at give information til turister, men også at gøre det til en attraktion i sig selv med et stort juletræ og julemandens postkasse, som breve der sendes til 2412 Julemanden havner i.
64°10′35.1″N 51°44′47.3″V / 64.176417°N 51.746472°V